# Keszőhidegkút
Keszőhidegkút is een plaats (község) en gemeente in het Hongaarse comitaat Tolna. Keszőhidegkút telt 255 inwoners (2001).